# Phenylquecksilberpropionat
Phenylquecksilberpropionat ist eine chemische Verbindung aus der Gruppe der quecksilberorganische Verbindungen und Carbonsäuresalze.

## Gewinnung und Darstellung
Phenylquecksilberpropionat kann durch Reaktion von Diphenylquecksilber mit heißer Propionsäure gewonnen werden.

## Eigenschaften
Phenylquecksilberpropionat ist ein wachsartig weißer Feststoff, der praktisch unlöslich in kaltem Wasser, aber löslich in Ethanol und Benzol ist.
Der C–Hg–O-Bindungswinkel beträgt laut quantenmechanischen Berechnungen rund 174°, ist also fast linear.

## Verwendung
Phenylquecksilberpropionat wird als Katalysator für Isocyanat-Hydroxy-Reaktionen (zum Beispiel für Polyurethan) verwendet.